# Thervay
Thervay – miejscowość i gmina we Francji, w regionie Burgundia-Franche-Comté, w departamencie Jura.
Według danych na rok 1990 gminę zamieszkiwało 307 osób, a gęstość zaludnienia wynosiła 19 osób/km² (wśród 1786 gmin Franche-Comté Thervay plasuje się na 448. miejscu pod względem liczby ludności, natomiast pod względem powierzchni na miejscu 177.).